# Brian Robertson
Brian Robertson, född 12 februari 1956 i Glasgow, Skottland, är en brittisk gitarrist som har spelat bland annat i Thin Lizzy, Wild Horses och Motörhead.
1974, vid 18 års ålder, blev Robertson medlem i Thin Lizzy och spelade där till 1978. Han hade ett hetsigt humör och hamnade ofta i slagsmål. I ett av dessa slagsmål skadade han handen av en flaska och detta ledde till att inspelningen av albumet Bad Reputation genomfördes utan honom och endast Scott Gorham användes som gitarrist. Robertson flögs dock över till Kanada, där skivan spelades in, och la på gitarrspår på de flesta låtarna, dock utan att krediteras för mer än tre låtar. Han spelade på den uppföljande turnén, men försvann ur bandet i juli 1978 strax efter att Live and Dangerous hade släppts.
Robertson är numera bosatt i Essex, men har sitt produktionsbolag Yodel International Productions baserat i Stockholm tillsammans med sin manager Sören Lindberg. Brian Robertsons första soloalbum Diamonds and Dirt innehåller 13 låtar och gavs ut i mars 2011. Skivan är inspelad i Polar Studios i Stockholm och är producerad av Brian Robertson, Sören Lindberg och Chris Laney.
Brian Robertson är numera pensionerad och bor i Romford, Essex, England. Han har för närvarande inga planer på att återvända till att spela inför publik, men han jobbar i sin hemstudio med nytt material som kan tänkas ges ut inom kort. En liveskiva från den kortlivade Diamonds and Dirt-perioden kommer att släppas av SPV senare i år.